# Euroborg
L'Euroborg és un estadi de futbol situat a la ciutat de Groningen als Països Baixos. L'estadi té una capacitat d'aproximadament 23.000 aficionats, i hi juga com a local el FC Groningen.
L'estadi també compta en les seves instal·lacions amb un casino, una sala de cinema, una escola i una estació de tren.